# 华南蒲桃
华南蒲桃（学名：Syzygium austrosinense）为桃金娘科蒲桃属的植物，为中国的特有植物。分布在中国大陆的浙江、湖北、广西、四川、广东、江西、福建、贵州等地，生长于海拔200米至650米的地区，多生长在中海拔常绿林里，目前尚未由人工引种栽培。

## 异名
- Syzygium buxifolium Hook. et Arn. var. austrosinense Merr. et Perry